# Cognac, Charente
Cognac är en kommun i departementet Charente i regionen Nouvelle-Aquitaine i västra Frankrike. Kommunen är chef-lieu för kantonerna Cognac-Nord och Sud och är sous-préfecture för arrondissementet Cognac. År 2022 hade Cognac 18 466 invånare.

## Läge
Cognac ligger 40 km väst om Angoulême som är huvudorten i departementet Charente. Staden ligger 26 km öst om Saintes och 95 km sydöst om La Rochelle, de två huvudorterna i departementet Charente-Maritime. Cognac ligger 100 km norr om Bordeaux.
Liksom Angoulême, Saintes och Rochefort ligger Cognac vid floden Charente.

## En berömd stad
Cognac är välkänt i hela världen för konjaksproduktion.
Det är också en historisk stad där den franske kungen Frans I föddes (på franska : François 1er).

## Befolkning
Cognac har 18 466 invånare år 2022. Det är den nästa största staden i departementet Charente (efter Angoulême). År 1946 hade staden omkring 17 500 invånare och drygt 22 200 år 1975.
Dess invånare kallas på franska Cognaçaises (f) och Cognaçais (m).

## Befolkningsutveckling
Antalet invånare i kommunen Cognac
Referens:INSEE

## Galleri

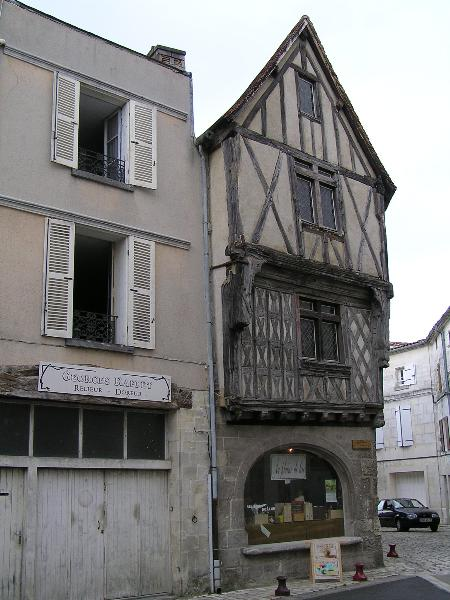
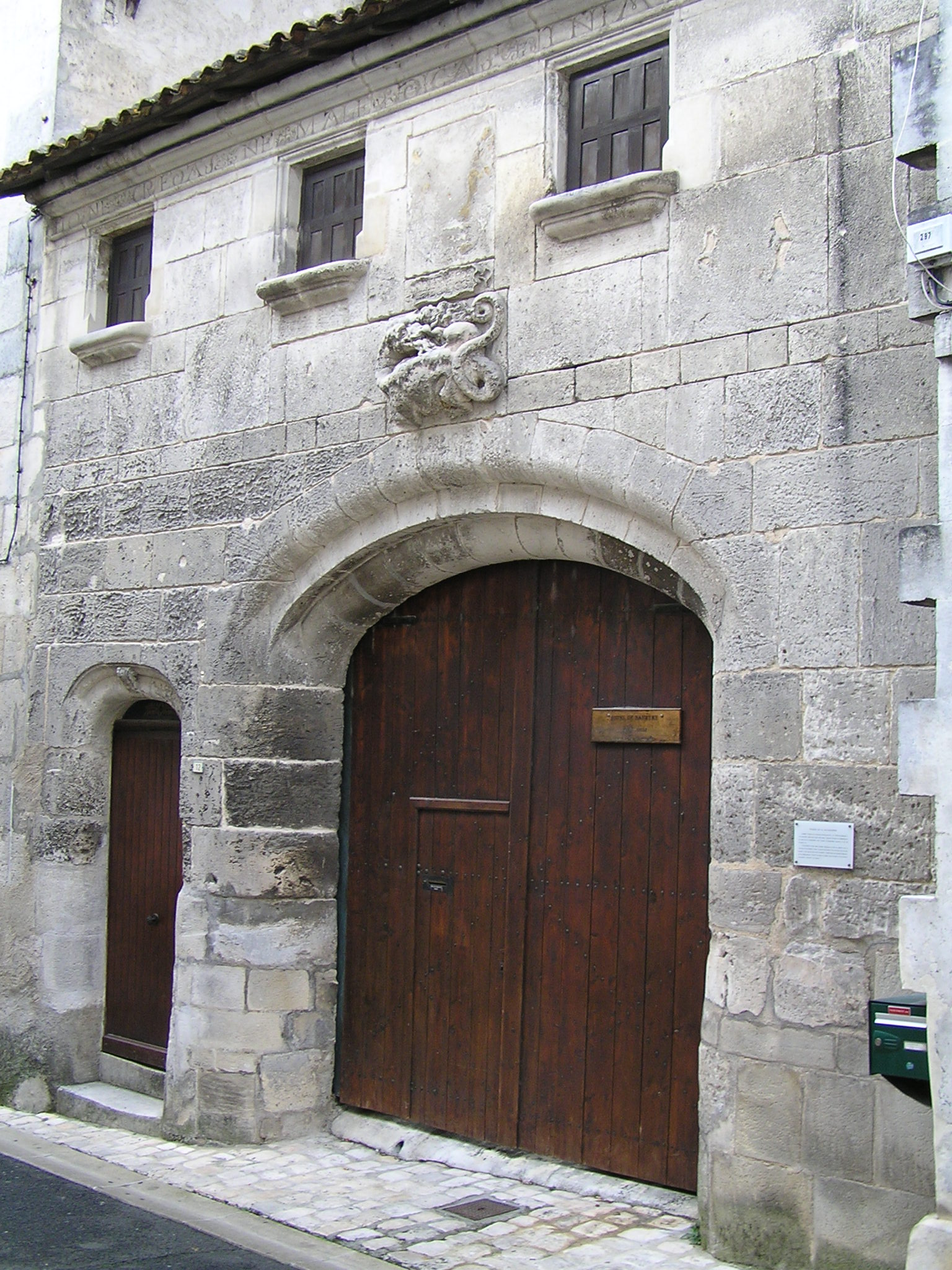
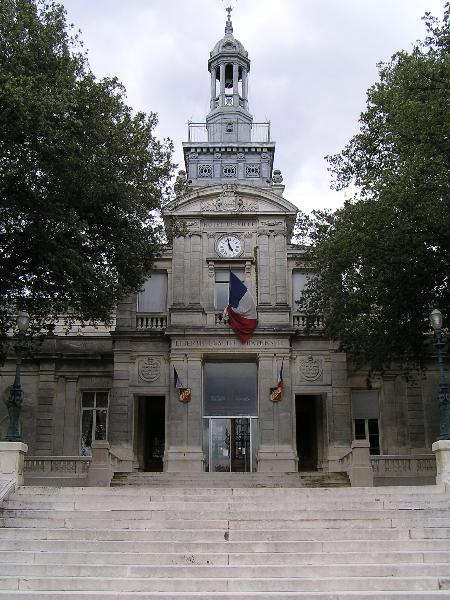
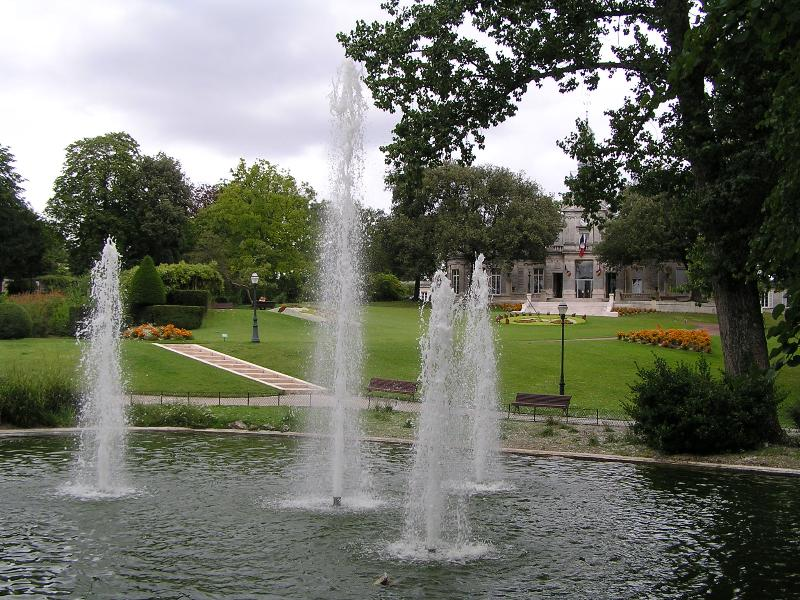
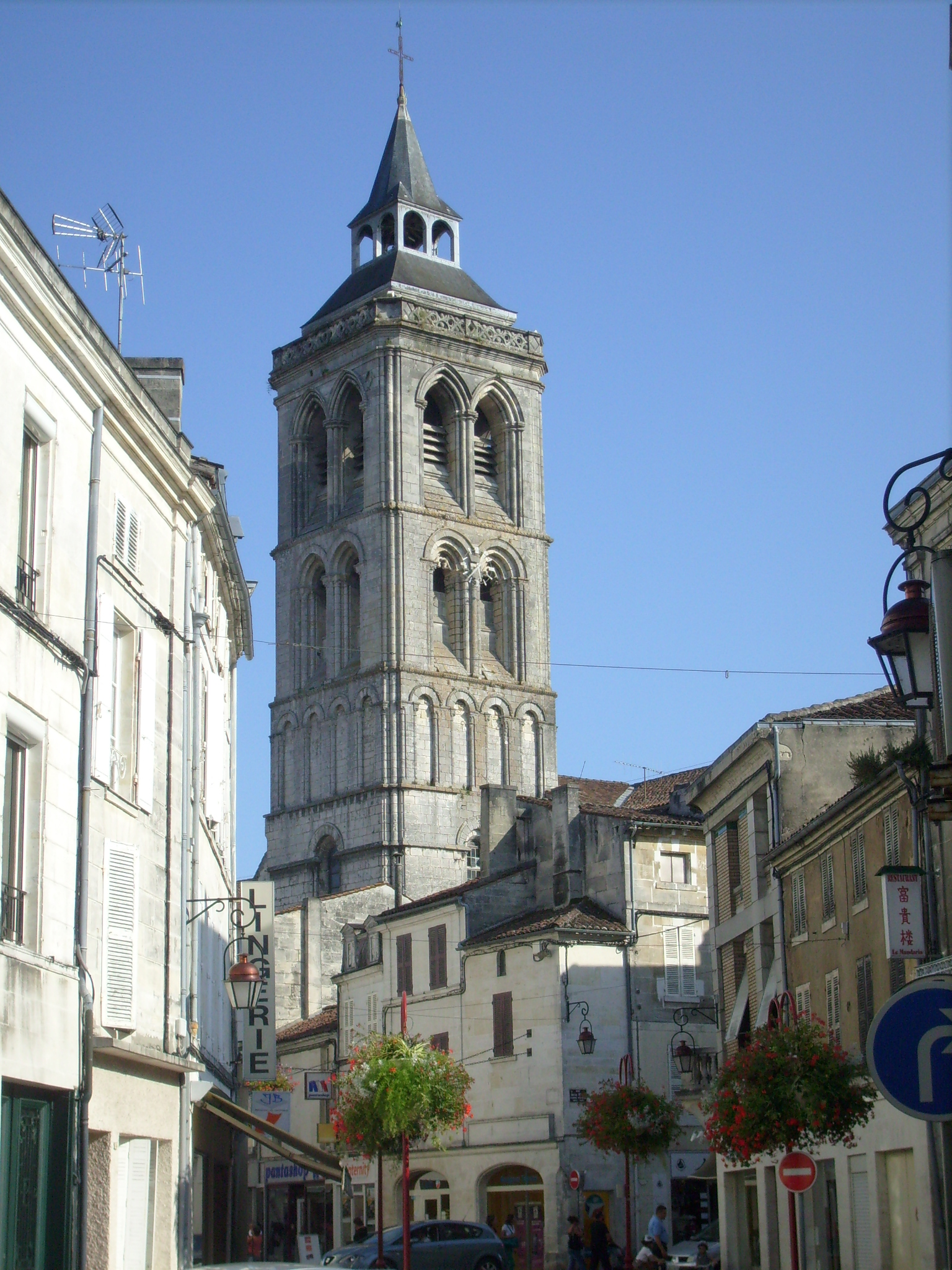
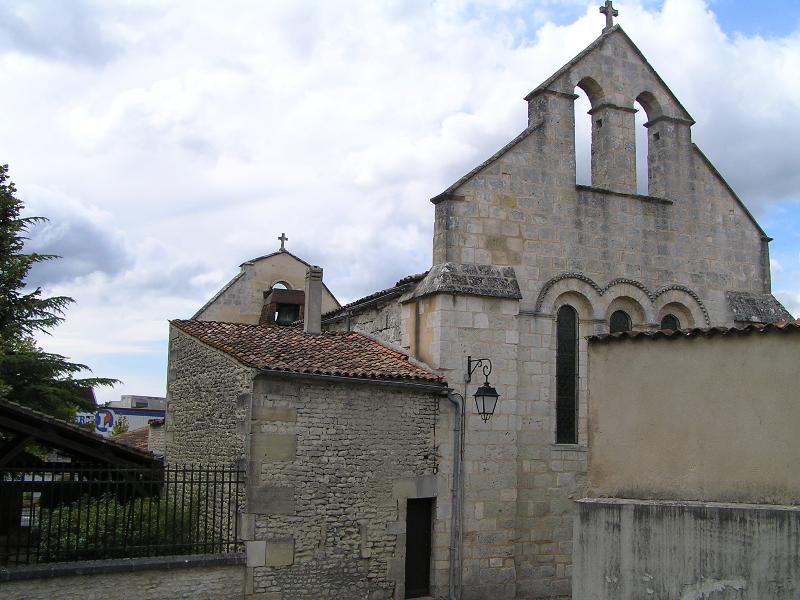
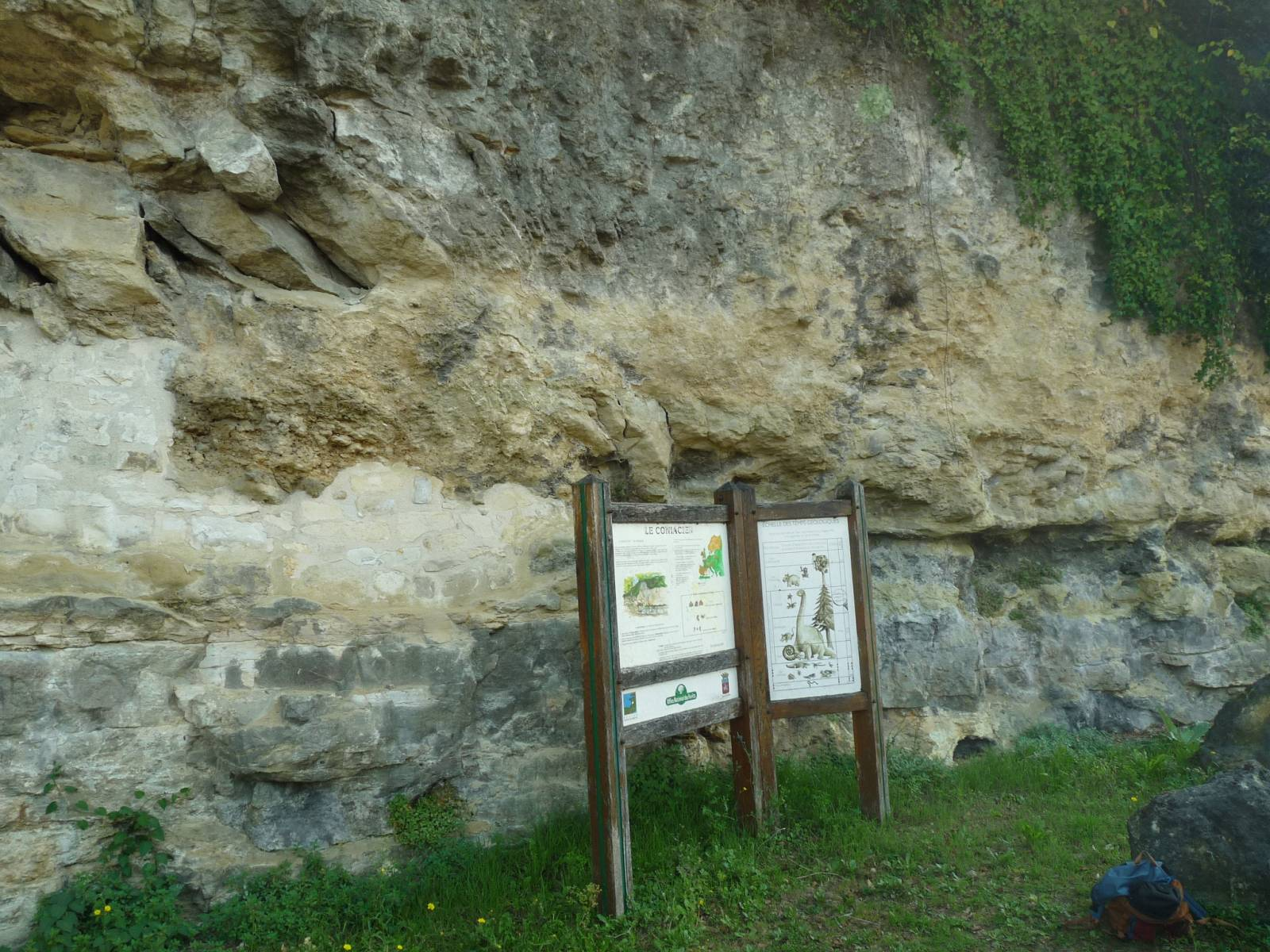
Tvärsnitt av ett lager från Coniacium 85,8 – 89,3 miljoner år sedan under yngre krita.
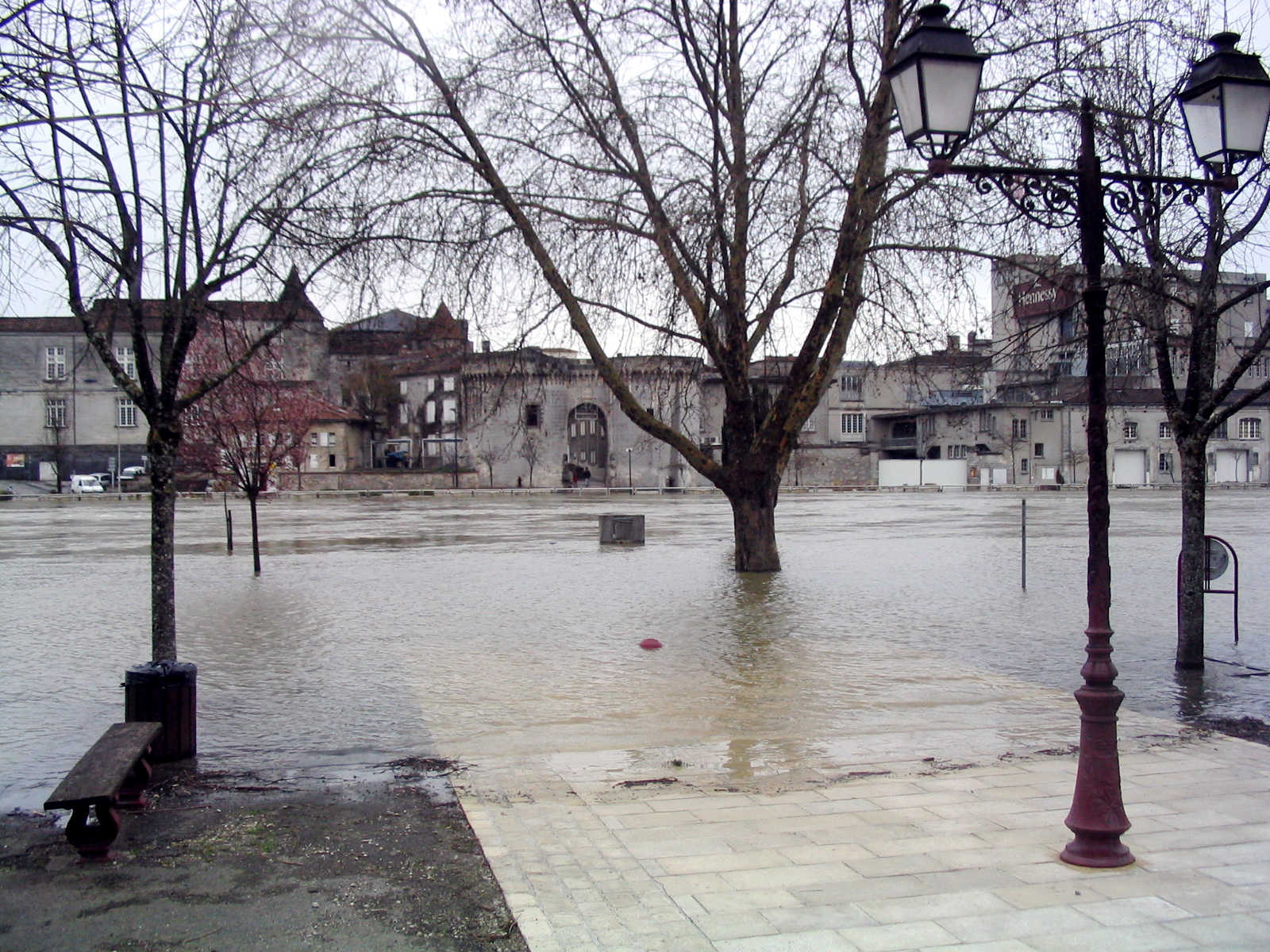
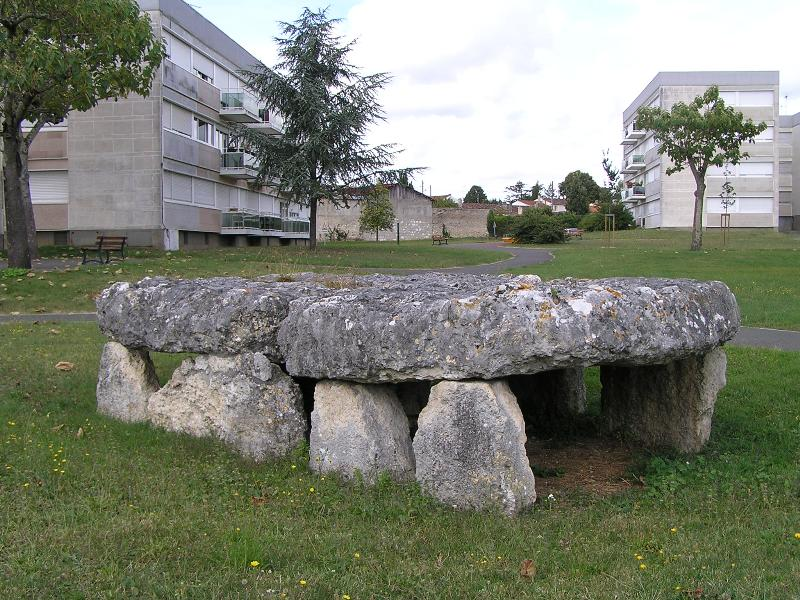
Stenkammargrav

## Vänorter
- Königswinter (Tyskland)
- Perth (Skottland)
- Denison (USA)
- Valdepeñas (Spanien)